# 普蘭 (喬治亞州)
普蘭（英語：Poulan）是一個位於美國喬治亞州沃思縣的城市。

## 地理
普蘭的座標為31°30′49″N 83°47′28″W / 31.51361°N 83.79111°W，而該地的平均海拔高度為116米（即381英尺）。

## 人口
根據2010年美國人口普查的數據，普蘭的面積為4.30平方千米，當中陸地面積為4.30平方千米，而水域面積為0.00平方千米。當地共有人口851人，而人口密度為每平方千米197.91人。